# Kanton Saint-Donat-sur-l’Herbasse
Der Kanton Saint-Donat-sur-l’Herbasse war bis 2015 ein französischer Wahlkreis im Arrondissement Valence, im Département Drôme und in der Region Rhône-Alpes; sein Hauptort war Saint-Donat-sur-l’Herbasse. Vertreter im Generalrat des Départements war zuletzt von 2008 bis 2015 Jean-Louis Bonnet (DVG). 
Der neun Gemeinden umfassende Kanton Saint-Donat-sur-l’Herbasse hatte 9080 Einwohner (Stand: 1. Januar 2012). Die Fläche betrug 94,36 km².

## Gemeinden
| Gemeinde                   | Einwohner Jahr | Fläche km² | Bevölkerungsdichte | Code INSEE | Postleitzahl |
| -------------------------- | -------------- | ---------- | ------------------ | ---------- | ------------ |
| Arthémonay                 | 558 (2013)     | 5,7        | 98 Einw./km²       | 26014      | 26260        |
| Bathernay                  | 254 (2013)     | 5,71       | 44 Einw./km²       | 26028      | 26260        |
| Bren                       | 543 (2013)     | 11,03      | 49 Einw./km²       | 26061      | 26260        |
| Charmes-sur-l’Herbasse     | 923 (2013)     | 12,84      | 72 Einw./km²       | 26077      | 26260        |
| Chavannes                  | 619 (2013)     | 4,67       | 133 Einw./km²      | 26092      | 26260        |
| Margès                     | 1.039 (2013)   | 9,79       | 106 Einw./km²      | 26174      | 26260        |
| Marsaz                     | 755 (2013)     | 8,95       | 84 Einw./km²       | 26177      | 26260        |
| Montchenu                  | 586 (2013)     | 16,15      | 36 Einw./km²       | 26194      | 26350        |
| Saint-Donat-sur-l’Herbasse | 3.926 (2013)   | 19,52      | 201 Einw./km²      | 26301      | 26260        |